# Maggi Hambling
Maggi Hambling CBE (* 23. října 1945) je britská malířka a sochařka. Snad její nejznámější veřejná díla jsou sochy Konverzace s Oscarem Wilde v Londýně a Scallop, čtyřmetrová ocelová část na pláži Aldeburgh věnovaná Benjaminovi Brittenovi. Obě práce přitahovaly velkou míru kontroverze. 

## Dětství a vzdělání
Maggi Hambling se narodila v Sudbury v Suffolku. Měla dva sourozence, sestru Ann, která byla o 11 let starší, a bratra Rogera, o devět let staršího než Maggi. Její bratr chtěl bratra, a ignoroval skutečnost, že jeho mladší sourozenec je žena a učil ji truhlářství a „jak vykroužit kuřecí krk“. Maggi měla blízko k své matce, která měla taneční sál a vzala Maggi za svého partnera. Právě od svého otce zdědila své umělecké dovednosti. Neměla tak blízko k otci jako ke své matce, ale když její otec odešel ve věku 60 let do důchodu, dal jí nějaké olejové barvy a zjistil, že má talent pro malování.
Hambling nejprve studovala umění u Yvonne Drewry na Amberfield School v Nactonu. Poté od roku 1960 studovala na Východní anglické škole malířství a kresby u Cedric Morris a Lett Haines, poté na Ipswich School of Art (1962–64), Camberwell (1964–67) a nakonec na Slade School of Art, promovala v roce 1969.

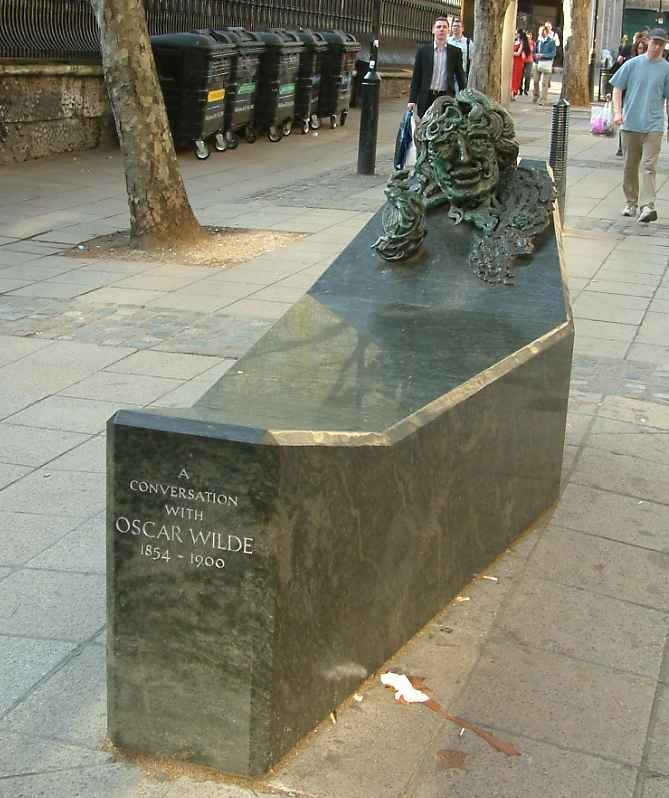
A Conversation With Oscar Wilde - Londýn - 1998

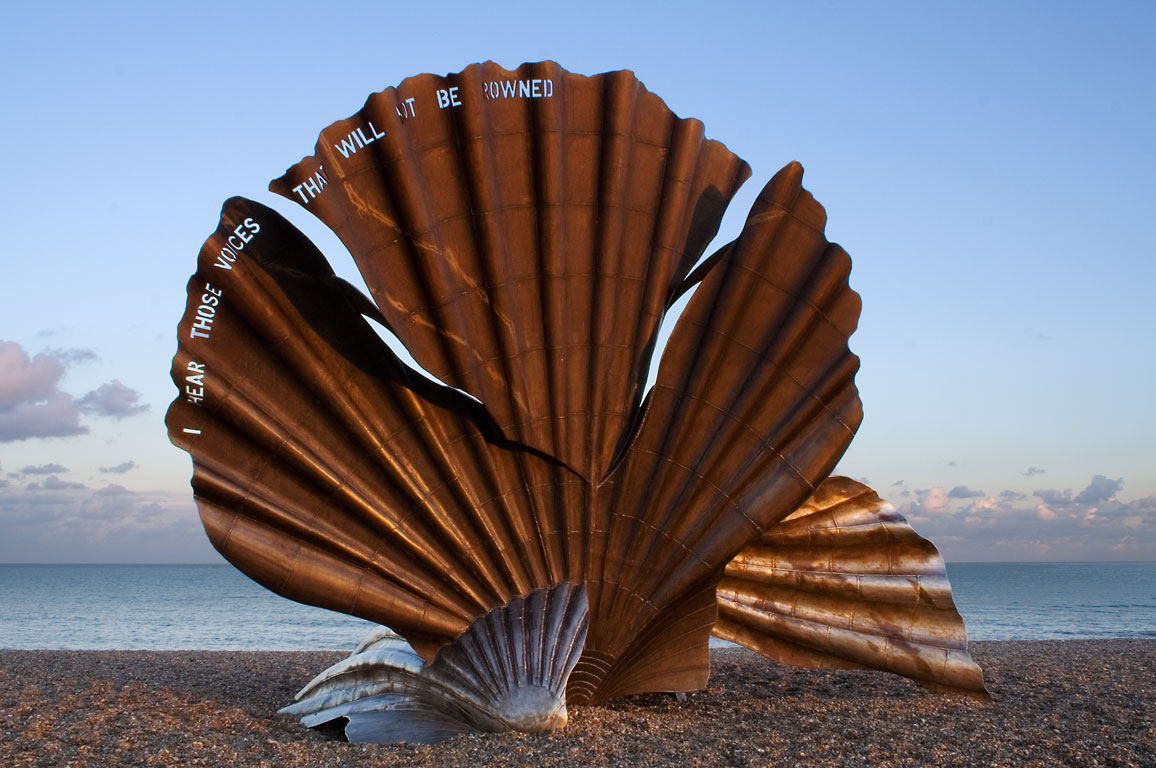
Lastura, Maggi Hambling